# Kieler Grüngürtel
Der Kieler Grüngürtel wurde im Zuge des Grünflächen- und Siedlungsplans für Kiel projektiert, den Willy Hahn, Technischer Baurat der Stadt, zusammen mit dem Landschaftsarchitekten Leberecht Migge 1922 aufgestellt hatte. Ihre Planung löste den Generalbebauungsplan von 1901 ab, den so genannten Stübben-Plan, und orientierte sich vor dem Hintergrund des nach dem Ersten Weltkrieg stagnierenden Stadtwachstums an den neuen städtebaulichen Leitbildern des sozialen Bauens und Wohnens der Zeit. Zentrale Idee war eine ringförmige Zonierung des Stadtgebietes um die Innenstadt herum, angelehnt an die englische Gartenstadtbewegung.
Der Grüngürtel als Kernstück innerhalb dieses Entwicklungsplans schließt unmittelbar an die geschlossene gründerzeitliche Bebauung Kiels an und integrierte die damals rudimentär vorhandenen Kleingarten-Gebiete. Er verläuft entsprechend der Kieler Stadttopographie hufeisenförmig entlang der so genannten Mühlenwegtrasse bzw. heutigen Bundesstraße 76, vom Nord-Ostsee-Kanal bis zur Schwentine, unterbrochen durch die straßenbegleitende Bebauung der Ring- und Ausfallstraßen, an die sich in dem Plan weiter außerhalb weitere Siedlungsgebiete anschlossen.
Ein Großteil der Grünflächen war für Kleingärten zur Selbstversorgung vorgesehen, ebenso wurden aber Parks, Friedhöfe, Sportstätten, Wälder und weitere Gartenflächen projektiert. Die Bandbreite dieser Nutzungen spiegelt dabei den von Hahn zu Grunde gelegten Wandel der Funktion städtischer Grünflächen, die nicht mehr repräsentativen Zwecken dienten, sondern aktiv für Gartenbau, Sport und Erholung genutzt werden sollten.
Unter Bürgermeister Emil Lueken wurde der Grüngürtel als Kernstück des Stadtentwicklungsvorhabens unmittelbar nach Aufstellung des Planes zu realisieren begonnen. Für Schlagzeilen sorgt bis in Gegenwart die Frage des Wohnens im Grüngürtel. In den 1940er und 50er Jahren waren dort temporär Genehmigungen für Bauten in Kleingartengebieten erteilt worden, die bis heute z. T. bewohnt und toleriert werden.